# Witali Michailowitsch Parchimowitsch
Witali Michailowitsch Parchimowitsch (russisch Виталий Михайлович Пархимович; * 17. Juni 1943 in Rjasan, Russische SFSR; † 15. Januar 1995) war ein sowjetischer Sportschütze.

## Erfolge
Witali Parchimowitsch nahm an den Olympischen Spielen 1968 in Mexiko-Stadt und 1972 in München jeweils in zwei Disziplinen mit dem Kleinkalibergewehr teil. Im Dreistellungskampf platzierte er sich mit 1154 Punkten hinter Bernd Klingner und John Writer auf dem dritten Rang und gewann so die Bronzemedaille. Im liegenden Anschlag kam er dagegen nicht über den 36. Platz hinaus. Vier Jahre darauf verbesserte er sich im liegenden Anschlag auf den 18. Platz, wohingegen er im Dreistellungskampf als Elfter mit 1144 Punkten die Medaillenplätze dieses Mal klar verfehlte.
Siebenmal wurde Parchimowitsch Weltmeister und ebenso oft Vizeweltmeister. Bei den Weltmeisterschaften 1970 in Phoenix gewann er fünf Titel: mit dem Kleinkaliber war er in den Einzeldisziplinen im stehenden Anschlagen und im Dreistellungskampf ebenso erfolgreich wie in den Mannschaftswettbewerben im Dreistellungskampf und im knienden Anschlag. Zudem sicherte er sich in der Mannschaftskonkurrenz mit dem Freien Gewehr im knienden Anschlag den Titel. 1970 gewann er fünf Silbermedaillen, davon eine im Einzel mit dem Freien Gewehr im knienden Anschlag und die übrigen in Mannschaftswettbewerben. Mit dem Freien Gewehr gewann er im Einzel des Dreistellungskampfes seine einzige Bronzemedaille. Bei der darauffolgenden Weltmeisterschaft in Thun im Jahr 1974 wurde er mit dem Kleinkaliber im knienden Anschlag im Einzel und erneut mit der Mannschaft Weltmeister. Im Dreistellungskampf und im stehenden Anschlag mit dem Kleinkaliber belegte er in den Mannschaftswettbewerben den zweiten Platz. Seinen einzigen Europameistertitel gewann er 1971 in Suhl im Dreistellungskampf mit dem Kleinkaliber.